# Az FC Sopron 2007–2008-as szezonja
Az FC Sopron 2007–2008-as szezonja szócikk az FC Sopron első számú férfi labdarúgócsapatának egy idényéről szól.

## Mérkőzések
| Színmagyarázat | Színmagyarázat |
| -------------- | -------------- |
|                | Győzelem.      |
|                | Döntetlen.     |
|                | Vereség.       |

### Soproni Liga 2007–08

#### Őszi fordulók
| 1. forduló 2007. július 21. 19:00 |

| Kaposvári Rákóczi | 1 – 1               | FC Sopron                                                       |
| ----------------- | ------------------- | --------------------------------------------------------------- |
| Szakály 56'       | (0 – 1) Jegyzőkönyv | Sira 35' Giura 9′ Dlusztus 50' Ködöböcz 58' Fehér 66' Varga 82' |

| Rákóczi Stadion, Kaposvár Nézőszám: 3 000 Játékvezető: Solymosi Péter (magyar) |

- A mérkőzést törölték és 3–0-val a Kaposvári Rákóczinak írták jóvá.

| 2. forduló 2007. július 29. 18:00 |

| FC Sopron                                                           | 0 – 1               | Budapest Honvéd                                                                   |
| ------------------------------------------------------------------- | ------------------- | --------------------------------------------------------------------------------- |
| Ködöböcz 28' Gyömbér 56' Dlusztus 70' Fehér 75' Pintér 84' Sira 90' | (0 – 0) Jegyzőkönyv | Benjamin 66' 90+3' Hercegfalvi 18' Schindler 27' Palásthy 63' Vincze 75' Tóth 83' |

| Káposztás utcai Stadion, Sopron Nézőszám: 4 000 Játékvezető: Kassai Viktor (magyar) |

- A mérkőzést törölték és 3–0-val a Budapest Honvédnak került jóváírásra.

| 3. forduló 2007. augusztus 4. 19:00 |

| Vasas                  | 2 – 0               | FC Sopron                                            |
| ---------------------- | ------------------- | ---------------------------------------------------- |
| Lázok 55' Somorjai 66' | (0 – 0) Jegyzőkönyv | Csikós 13' Fehér 37' Pintér 43' Sifter 76' Freud 90' |

| Illovszky Rudolf Stadion, Budapest Nézőszám: 2 500 Játékvezető: Arany Tamás (magyar) |

- A mérkőzést törölték és 3–0-val a Vasasnak került jóváírásra. A jegyzőkönyvből nem derülnek ki a gólszerzők.

| 4. forduló 2007. augusztus 11. 19:00 |

| FC Sopron      | 1 – 1               | Nyíregyháza Spartacus                         |
| -------------- | ------------------- | --------------------------------------------- |
| Tchana 10' 65' | (1 – 1) Jegyzőkönyv | Miskolczi 27' 51' Hegedűs 38' Lăzăreanu 90+5' |

| Káposztás utcai Stadion, Sopron Nézőszám: 3 000 Játékvezető: Mészáros István (magyar) |

- A mérkőzést törölték és 3–0-val a Nyíregyháza Spartacusnak került jóváírásra.

| 5. forduló 2007. augusztus 18. 17:30 |

| FC Tatabánya                       | 0 – 1               | FC Sopron                                    |
| ---------------------------------- | ------------------- | -------------------------------------------- |
| Kriston 45' Ferenczi 81' Hajdú 89' | (0 – 0) Jegyzőkönyv | Tchana 64' Sifter 39' Belić 68' Ködöböcz 85' |

| Városi Stadion, Tatabánya Nézőszám: 1 000 Játékvezető: Sápi Csaba (magyar) |

- A mérkőzést törölték és 3–0-val az FC Tatabányának került jóváírásra.

| 6. forduló 2007. augusztus 25. 19:00 |

| FC Sopron                                       | 2 – 1               | Rákospalotai EAC                               |
| ----------------------------------------------- | ------------------- | ---------------------------------------------- |
| Belić 37' 85' Sira 17' Reinhardt 50' Pintér 52' | (1 – 0) Jegyzőkönyv | Torma 68' Kapcsos 49' Varga 90' Polonkai 90+3' |

| Káposztás utcai Stadion, Sopron Nézőszám: 3 000 Játékvezető: Szabó Zsolt (magyar) |

- A mérkőzést törölték és 3–0-val a Rákospalotai EAC-nek került jóváírásra.

| 7. forduló 2007. szeptember 1. 16:30 |

| Győri ETO                     | 1 – 1               | FC Sopron                                                              |
| ----------------------------- | ------------------- | ---------------------------------------------------------------------- |
| Fehér 28' (öngól) Brnović 83' | (1 – 1) Jegyzőkönyv | Hullám 9' 75' Gyömbér 32' Farkas 42' Tchana 73' Fehér 84' Birtalan 88' |

| ETO Park, Győr Nézőszám: 3 500 Játékvezető: Berger József (magyar) |

- A mérkőzést törölték és 3–0-val a Győri ETO-nak került jóváírásra.

| 8. forduló 2007. szeptember 15. 18:00 |

| FC Fehérvár                                   | 2 – 0               | FC Sopron                                   |
| --------------------------------------------- | ------------------- | ------------------------------------------- |
| Csobánki 23' Sitku 45' (11-esből) Horváth 43' | (2 – 0) Jegyzőkönyv | Pintér 36' Ködöböcz 38' Belić 61' Fehér 66' |

| Sóstói Stadion, Székesfehérvár Nézőszám: 1 500 Játékvezető: Andó-Szabó Sándor (magyar) |

- A mérkőzést törölték és 3–0-val az FC Fehérvárnak került jóváírásra.

| 9. forduló 2007. szeptember 22. 18:00 |

| FC Sopron                                             | 1 – 1               | Paksi FC                                          |
| ----------------------------------------------------- | ------------------- | ------------------------------------------------- |
| Zana 83' Károlyi 26' Belić 44' Csontos 59' Pintér 84' | (0 – 0) Jegyzőkönyv | Éger 75' Kovács 44' Tamási 65' Báló 78' Hanák 90' |

| Káposztás utcai Stadion, Sopron Nézőszám: 1 500 Játékvezető: Szilasi Szabolcs (magyar) |

- A mérkőzést törölték és 3–0-val a Paksi FC-nek került jóváírásra.

| 10. forduló 2007. szeptember 29. 15:00 |

| Újpest                            | 4 – 0               | FC Sopron                      |
| --------------------------------- | ------------------- | ------------------------------ |
| Tisza 4' 22' Dourandi 9' Foxi 42' | (4 – 0) Jegyzőkönyv | Aquino 14' Sira 16' Pintér 73' |

| Szusza Ferenc Stadion, Budapest Nézőszám: 2 817 Játékvezető: Kassai Viktor (magyar) |

- A mérkőzést törölték és 3–0-val az Újpestnek került jóváírásra.

| 11. forduló 2007. október 6. 18:00 |

| FC Sopron  | 0 – 1               | Diósgyőr                                |
| ---------- | ------------------- | --------------------------------------- |
| Farkas 30' | (0 – 1) Jegyzőkönyv | Simon 14' Ebala 29' Rassou 65′ Ngam 86' |

| Káposztás utcai Stadion, Sopron Nézőszám: 2 000 Játékvezető: Bede Ferenc (magyar) |

- A mérkőzést törölték és 3–0-val a Diósgyőrnek került jóváírásra.

| 12. forduló 2007. október 20. 18:00 |

| Debreceni VSC            | 4 – 2               | FC Sopron                    |
| ------------------------ | ------------------- | ---------------------------- |
| Kouemaha 11' 18' 28' 61' | (3 – 1) Jegyzőkönyv | Zana 7' Belić 84' Györök 34' |

| Oláh Gábor utcai stadion, Debrecen Nézőszám: 5 500 Játékvezető: Mészáros István (magyar) |

- A mérkőzést törölték és 3–0-val a Debreceni VSC-nek került jóváírásra.

| 13. forduló 2007. november 3. 16:00 |

| FC Sopron                                          | 0 – 0               | BFC Siófok                                 |
| -------------------------------------------------- | ------------------- | ------------------------------------------ |
| Fehér 9' Györök 31' Pintér 37' Belić 59′ Deffo 86' | (0 – 0) Jegyzőkönyv | Homonyik 31' Nagy 50' Ambrus 51' Fülöp 63' |

| Káposztás utcai Stadion, Sopron Nézőszám: 1 800 Játékvezető: Szabó Zsolt (magyar) |

- A mérkőzést törölték és 3–0-val a BFC Siófoknak került jóváírásra.

| 14. forduló 2007. november 10. 16:00 |

| Zalaegerszegi TE                                             | 4 – 0               | FC Sopron                      |
| ------------------------------------------------------------ | ------------------- | ------------------------------ |
| Méyé 38' 76' (11-esből) Kádár 81' Koplárovics 85' Molnár 68' | (1 – 0) Jegyzőkönyv | Takács 75' Zana 84' Csikós 87' |

| ZTE Aréna, Zalaegerszeg Nézőszám: 3 500 Játékvezető: Bognár Tamás (magyar) |

- A mérkőzést törölték és 3–0-val a Zalaegerszegi TE-nek került jóváírásra.

| 15. forduló 2007. november 29. 15:00 |

| FC Sopron                         | 1 – 5               | MTK Budapest                                            |
| --------------------------------- | ------------------- | ------------------------------------------------------- |
| Tchana 45' Galliano 32' Fehér 60' | (1 – 2) Jegyzőkönyv | Urbán 13' 20' 66' (11-esből) 90+1' Galliano 75' (öngól) |

| Káposztás utcai Stadion, Sopron Nézőszám: 500 Játékvezető: Mészáros István (magyar) |

- A mérkőzést törölték és 3–0-val az MTK Budapestnek került jóváírásra. A november 26-ai (ez volt az eredetileg kitűzött időpont) találkozó félbeszakadt.

#### Tavaszi fordulók
| 16. forduló 2008. február 23. |

| FC Sopron | 0 – 3               | Kaposvári Rákóczi |
| --------- | ------------------- | ----------------- |
|           | (0 – 0) Jegyzőkönyv |                   |

| Káposztás utcai Stadion, Sopron |

- A mérkőzést törölték és 3–0-val a Kaposvári Rákóczinak került jóváírásra.

| 17. forduló 2008. március 1. |

| Budapest Honvéd | 3 – 0               | FC Sopron |
| --------------- | ------------------- | --------- |
|                 | (0 – 0) Jegyzőkönyv |           |

| Bozsik József Stadion, Budapest |

- A mérkőzést törölték és 3–0-val a Budapest Honvédnak került jóváírásra.

| 18. forduló 2008. március 8. |

| FC Sopron | 0 – 3               | Vasas |
| --------- | ------------------- | ----- |
|           | (0 – 0) Jegyzőkönyv |       |

| Káposztás utcai Stadion, Sopron |

- A mérkőzést törölték és 3–0-val a Vasasnak került jóváírásra.

| 19. forduló 2008. március 15. |

| Nyíregyháza Spartacus | 3 – 0               | FC Sopron |
| --------------------- | ------------------- | --------- |
|                       | (0 – 0) Jegyzőkönyv |           |

| Nyíregyháza Városi Stadion, Nyíregyháza |

- A mérkőzést törölték és 3–0-val a Nyíregyháza Spartacusnak került jóváírásra.

| 20. forduló 2008. március 22. |

| FC Sopron | 0 – 3               | FC Tatabánya |
| --------- | ------------------- | ------------ |
|           | (0 – 0) Jegyzőkönyv |              |

| Káposztás utcai Stadion, Sopron |

- A mérkőzést törölték és 3–0-val az FC Tatabányának került jóváírásra.

| 21. forduló 2008. március 29. |

| Soproni REAC | 3 – 0               | FC Sopron |
| ------------ | ------------------- | --------- |
|              | (0 – 0) Jegyzőkönyv |           |

| Káposztás utcai Stadion, Sopron |

- A mérkőzést törölték és 3–0-val a Rákospalotai EAC-nek került jóváírásra.

| 22. forduló 2008. április 5. |

| FC Sopron | 0 – 3               | Győri ETO |
| --------- | ------------------- | --------- |
|           | (0 – 0) Jegyzőkönyv |           |

| Káposztás utcai Stadion, Sopron |

- A mérkőzést törölték és 3–0-val a Győri ETO-nak került jóváírásra.

| 23. forduló 2008. április 12. |

| FC Sopron | 0 – 3               | FC Fehérvár |
| --------- | ------------------- | ----------- |
|           | (0 – 0) Jegyzőkönyv |             |

| Káposztás utcai Stadion, Sopron |

- A mérkőzést törölték és 3–0-val az FC Fehérvárnak került jóváírásra.

| 24. forduló 2008. április 19. 16:00 |

| Paksi FC | 3 – 0               | FC Sopron |
| -------- | ------------------- | --------- |
|          | (0 – 0) Jegyzőkönyv |           |

| Fehérvári úti stadion, Paks |

- A mérkőzést törölték és 3–0-val a Paksi FC-nek került jóváírásra.

| 25. forduló 2008. április 26. |

| FC Sopron | 0 – 3               | Újpest |
| --------- | ------------------- | ------ |
|           | (0 – 0) Jegyzőkönyv |        |

| Káposztás utcai Stadion, Sopron |

- A mérkőzést törölték és 3–0-val az Újpestnek került jóváírásra.

| 26. forduló 2008. május 3. |

| Diósgyőr | 3 – 0               | FC Sopron |
| -------- | ------------------- | --------- |
|          | (0 – 0) Jegyzőkönyv |           |

| DVTK-stadion, Miskolc |

- A mérkőzést törölték és 3–0-val a Diósgyőrnek került jóváírásra.

| 27. forduló 2008. május 10. |

| FC Sopron | 0 – 3               | Debreceni VSC |
| --------- | ------------------- | ------------- |
|           | (0 – 0) Jegyzőkönyv |               |

| Káposztás utcai Stadion, Sopron |

- A mérkőzést törölték és 3–0-val a Debreceni VSC-nek került jóváírásra.

| 28. forduló 2008. május 17. |

| BFC Siófok | 3 – 0               | FC Sopron |
| ---------- | ------------------- | --------- |
|            | (0 – 0) Jegyzőkönyv |           |

| Révész Géza utcai stadion, Siófok |

- A mérkőzést törölték és 3–0-val a BFC Siófoknak került jóváírásra.

| 29. forduló 2008. május 25. |

| FC Sopron | 0 – 3               | Zalaegerszegi TE |
| --------- | ------------------- | ---------------- |
|           | (0 – 0) Jegyzőkönyv |                  |

| Káposztás utcai Stadion, Sopron |

- A mérkőzést törölték és 3–0-val a Zalaegerszegi TE-nek került jóváírásra.

| 30. forduló 2008. június 1. |

| MTK Budapest | 3 – 0               | FC Sopron |
| ------------ | ------------------- | --------- |
|              | (0 – 0) Jegyzőkönyv |           |

| Hidegkuti Nándor Stadion, Budapest |

- A mérkőzést törölték és 3–0-val az MTK Budapestnek került jóváírásra.

#### A bajnokság végeredménye
|    | Csapat                | Játszott | Gy | D  | V  | LG | KG | GK  | Pont |
| -- | --------------------- | -------- | -- | -- | -- | -- | -- | --- | ---- |
| 1  | MTK Budapest          | 30       | 20 | 6  | 4  | 65 | 22 | +43 | 66   |
| 2  | Debreceni VSC         | 30       | 19 | 7  | 4  | 67 | 27 | +40 | 64   |
| 3  | Győri ETO             | 30       | 17 | 9  | 4  | 66 | 34 | +32 | 60   |
| 4  | Újpest                | 30       | 16 | 7  | 7  | 57 | 40 | +17 | 55   |
| 5  | FC Fehérvár           | 30       | 17 | 3  | 10 | 48 | 32 | +16 | 54   |
| 6  | Kaposvári Rákóczi     | 30       | 15 | 8  | 7  | 50 | 37 | +13 | 53   |
| 7  | Zalaegerszegi TE      | 30       | 13 | 7  | 10 | 55 | 39 | +15 | 46   |
| 8  | Budapest Honvéd       | 30       | 12 | 7  | 11 | 45 | 36 | +11 | 43   |
| 9  | Nyíregyháza Spartacus | 30       | 12 | 6  | 12 | 36 | 36 | 0   | 42   |
| 10 | Vasas                 | 30       | 12 | 5  | 13 | 42 | 45 | –3  | 41   |
| 11 | Paksi FC              | 30       | 10 | 9  | 11 | 53 | 50 | +3  | 39   |
| 12 | Rákospalotai EAC      | 30       | 8  | 9  | 13 | 44 | 58 | –14 | 33   |
| 13 | BFC Siófok            | 30       | 7  | 8  | 15 | 36 | 46 | –10 | 29   |
| 14 | Diósgyőr              | 30       | 5  | 13 | 12 | 45 | 63 | –18 | 28   |
| 15 | FC Tatabánya¹         | 30       | 3  | 4  | 23 | 37 | 92 | –55 | 13   |
| 16 | FC Sopron²            | törölve  |    |    |    |    |    |     |      |

* Gy: Győzelem D: Döntetlen V: Vereség LG: Lőtt gól KG: Kapott gól GK: Gólkülönbség
|  | A Bajnokok Ligája selejtezőjének második körébe jut     |
|  | Az UEFA-kupa selejtezőjének első fordulójába jut        |
|  | UEFA Intertotó Kupa selejtezőjének első fordulójába jut |
|  | Kiesők                                                  |

¹Az FC Tatabánya a 2008/09-es bajnokságra nem kért licencet.

²Jogerős licencmegvonás, és így kizárva a bajnokságból.

### Magyar kupa
| 3. forduló 2007. augusztus 29. 16:30 |

| Celldömölki VSE                   | 0 – 3               | FC Sopron                                        |
| --------------------------------- | ------------------- | ------------------------------------------------ |
| Györkös 41' Szalai 61' Kocsis 87' | (0 – 3) Jegyzőkönyv | Belić 7' Tchana 10' 38' Reinhardt 42' Pintér 75' |

| Játékvezető: Ferencz Norbert (magyar) |

| 4. forduló 2007. szeptember 26. 15:00 |

| Móri SE                      | 1 – 2               | FC Sopron                                                  |
| ---------------------------- | ------------------- | ---------------------------------------------------------- |
| Pongrácz 13' 67' Horváth 31' | (1 – 1) Jegyzőkönyv | Sira 3' 71' Birtalan 89' Károlyi 34' Farkas 55' Pintér 58' |

| Játékvezető: Király Krisztián (magyar) |

| 5. forduló Első mérkőzés 2007. október 24. 19:00 |

| Budapest Honvéd                             | 2 – 1               | FC Sopron                                 |
| ------------------------------------------- | ------------------- | ----------------------------------------- |
| Bárányos 6' Abass 17' Tóth 52' Benjamin 82' | (2 – 0) Jegyzőkönyv | Aquino 83' Farkas 12' Fehér 58' Belić 62' |

| Bozsik József Stadion, Budapest |

| 5. forduló Visszavágó 2007. november 7. 18:00 |

| FC Sopron           | 0 – 3               | Budapest Honvéd                                                           |
| ------------------- | ------------------- | ------------------------------------------------------------------------- |
| Deffo 16' Fehér 73′ | (0 – 2) Jegyzőkönyv | Abraham 11' Smiljanić 21' Hercegfalvi 55' Tóth 22' Benjamin 36' Diego 68' |

| Káposztás utcai Stadion, Sopron Játékvezető: Bede Ferenc (magyar) |

### Ligakupa

#### Őszi csoportkör (D csoport)
| 1. forduló 2007. augusztus 14. 18:00 |

| Győri ETO           | 1 – 2               | FC Sopron                                           |
| ------------------- | ------------------- | --------------------------------------------------- |
| Granát 36' Jäkl 45' | (1 – 0) Jegyzőkönyv | Birtalan 50' Dancs 84' 77' Reinhardt 30' Hullám 57' |

| ETO Park, Győr Játékvezető: Iványi Zoltán (magyar) |

| 2. forduló 2007. augusztus 22. 16:00 |

| FC Sopron | 0 – 1               | FC Tatabánya |
| --------- | ------------------- | ------------ |
|           | (0 – 1) Jegyzőkönyv | Ferenczi 39' |

| Káposztás utcai Stadion, Sopron Játékvezető: Arany Tamás (magyar) |

| 3. forduló 2007. szeptember 9. 19:00 |

| MTK Budapest           | 2 – 1               | FC Sopron                          |
| ---------------------- | ------------------- | ---------------------------------- |
| Lencse 30' Kecskés 85' | (1 – 0) Jegyzőkönyv | Györök 90+2' Pintér 35' Tchana 59' |

| Hidegkuti Nándor Stadion, Budapest Játékvezető: Arany Tamás (magyar) |

| 4. forduló 2007. szeptember 19. 17:00 |

| FC Sopron                        | 3 – 0               | MTK Budapest                  |
| -------------------------------- | ------------------- | ----------------------------- |
| Zana 25' Csikós 66' Birtalan 75' | (1 – 0) Jegyzőkönyv | Tóth 24' Vági 40' Szabó 90+2' |

| Káposztás utcai Stadion, Sopron Játékvezető: Vad II. István (magyar) |

| 5. forduló 2007. október 3. 18:00 |

| FC Sopron            | 1 – 4               | Győri ETO                                        |
| -------------------- | ------------------- | ------------------------------------------------ |
| Dancs 72' Pintér 44' | (0 – 1) Jegyzőkönyv | Varga 15' Kovács 48' Granát 78' 90' Domanyik 18' |

| Káposztás utcai Stadion, Sopron Játékvezető: Andó-Szabó Sándor (magyar) |

| 6. forduló 2007. október 9. 15:00 |

| FC Tatabánya                                                                                 | 8 – 1               | FC Sopron |
| -------------------------------------------------------------------------------------------- | ------------------- | --------- |
| Hajdú 8' Megyesi 26' Kriston 28' 55' Horváth 34' Farkas 48' Sándor 63' Batics 89' Pastva 80' | (4 – 1) Jegyzőkönyv | Giura 12' |

| Városi Stadion, Tatabánya Játékvezető: Arany Tamás (magyar) |

#### A D csoport végeredménye
| Csapat       | M | Gy | D | V | G+ | G– | Gk | P  |
| ------------ | - | -- | - | - | -- | -- | -- | -- |
| Győri ETO    | 6 | 4  | 0 | 2 | 13 | 8  | +5 | 12 |
| Tatabánya    | 6 | 3  | 1 | 2 | 13 | 9  | +4 | 10 |
| MTK Budapest | 6 | 2  | 1 | 3 | 8  | 9  | –1 | 7  |
| Sopron       | 6 | 2  | 0 | 4 | 8  | 16 | –8 | 6  |

#### Tavaszi csoportkör (A csoport)
| 1. forduló 2007. december 1. 13:00 |

| FC Sopron                              | 3 – 0               | FC Tatabánya         |
| -------------------------------------- | ------------------- | -------------------- |
| Belić 34' 55' Sifter 44' 81' Dancs 37' | (2 – 0) Jegyzőkönyv | Béres 37' Németh 58' |

| Káposztás utcai Stadion, Sopron Játékvezető: Király Krisztián (magyar) |

- A mérkőzést törölték és 3–0-val az FC Tatabányának került jóváírásra.

| 2. forduló 2007. december 5. 13:00 |

| Zalaegerszegi TE                                                   | 5 – 0               | FC Sopron             |
| ------------------------------------------------------------------ | ------------------- | --------------------- |
| Méyé 11' Pekič 34' Koplárovics 70' 78' Tóth 83' Máté 45' Vulin 62' | (2 – 0) Jegyzőkönyv | Takács 25′ Tchana 45' |

| ZTE Aréna, Zalaegerszeg Nézőszám: 300 Játékvezető: Pánczél Krisztián (magyar) |

- A mérkőzést törölték és 3–0-val a Zalaegerszegi TE-nek került jóváírásra.

| 3. forduló 2007. december 8. 13:00 |

| Győri ETO                               | 4 – 1               | FC Sopron  |
| --------------------------------------- | ------------------- | ---------- |
| Koltai 6' Bajzát 20' Bogdanović 32' 77' | (3 – 0) Jegyzőkönyv | Legoza 66' |

| ETO Park, Győr Játékvezető: Szilasi Szabolcs (magyar) |

- A mérkőzést törölték és 3–0-val a Győri ETO-nak került jóváírásra.

| 4. forduló 2008. február 19. |

| FC Sopron | 0 – 3               | Győri ETO |
| --------- | ------------------- | --------- |
|           | (0 – 0) Jegyzőkönyv |           |

| Káposztás utcai Stadion, Sopron |

- A mérkőzést törölték és 3–0-val a Győri ETO-nak került jóváírásra.

| 5. forduló 2008. február 20. |

| FC Tatabánya | 3 – 0               | FC Sopron |
| ------------ | ------------------- | --------- |
|              | (0 – 0) Jegyzőkönyv |           |

| Városi Stadion, Tatabánya |

- A mérkőzést törölték és 3–0-val az FC Tatabányának került jóváírásra.

| 6. forduló 2008. február 27. |

| FC Sopron | 0 – 3               | Zalaegerszegi TE |
| --------- | ------------------- | ---------------- |
|           | (0 – 0) Jegyzőkönyv |                  |

| Káposztás utcai Stadion, Sopron |

- A mérkőzést törölték és 3–0-val a Zalaegerszegi TE-nek került jóváírásra.

#### Az A csoport végeredménye
| Csapat           | M | Gy | D | V | G+ | G– | Gk  | P  |
| ---------------- | - | -- | - | - | -- | -- | --- | -- |
| Zalaegerszegi TE | 6 | 4  | 2 | 0 | 19 | 3  | +16 | 14 |
| Győri ETO        | 6 | 4  | 2 | 0 | 16 | 6  | +10 | 14 |
| Tatabánya        | 6 | 1  | 0 | 5 | 7  | 19 | –12 | 3  |
| Sopron           | 0 | 0  | 0 | 0 | 0  | 0  | 0   | 01 |

- 1 A Sopront kizárták a ligakupa küzdelmeiből, mérkőzéseik 3–0-val az ellenfél javára kerültek jóváírásra.

## Külső hivatkozások
- A csapat hivatalos honlapja (magyarul)
- A Magyar Labdarúgó Szövetség honlapja, adatbankja (magyarul)